# Philippine Mtikitiki
Mtikitiki Philippine, là một nữ doanh nhân và giám đốc điều hành của công ty người Nam Phi. Bà là Tổng giám đốc được chỉ định cho Đông và Trung Phi của công ty Coca-Cola International, có hiệu lực từ ngày 1 tháng 6 năm 2019.

## Bối cảnh và giáo dục
Philippine sinh ra ở một thị trấn gần Mbombela, thuộc tỉnh Mpumalanga, Nam Phi, vào những năm 1970. Vào thời điểm sinh ra, Mbombela được biết đến với cái tên Nelspruit. Bà theo học các trường địa phương và hoàn thành giáo dục tiền đại học. Sau đó bà được nhận vào Đại học KwaZulu Natal, và có bằng Cử nhân Quản trị Kinh doanh. Sau đó, bà đã được trao bằng Thạc sĩ Quản trị Kinh doanh của Trường Kinh doanh Henley Nam Phi.

## Nghề nghiệp
Vào tháng 1 năm 1998, bà được Công ty Coca-Cola tuyển dụng, khi còn học đại học. Công ty đã đưa bà tham gia một chương trình quản lý chuyên sâu. Sau đó, bà làm việc tại các công ty đóng chai khác nhau ở Nam Phi. Vai trò công việc của bà thay đổi, trách nhiệm của bà dần được tăng lên. Trong nhiệm kỳ của mình tại Coca-Cola, bà đã hoàn thành bằng Thạc sĩ Quản trị Kinh doanh.
Ngay trước khi được bổ nhiệm, bà là Giám đốc nhượng quyền thương mại khu vực cho các quốc gia Botswana, Mozambique, Namibia và Zambia. Cô thay thế Ahmed Rady, người được bổ nhiệm làm Tổng giám đốc của Coca-Cola Ai Cập. Mtikitiki Philippines là người phụ nữ thứ mười lăm trong lịch sử của tập đoàn đồ uống có trụ sở tại Atlanta này với vị trí hiện tại. Bà sẽ làm việc tại trụ sở tại Nairobi, thủ đô của Kenya.

## Gia đình
Mtikitiki Philippines là một người mẹ có ba con, từ 18 tuổi đến 3 tuổi, tính đến tháng 8 năm 2018.